# Thermoascus aegyptiacus
Thermoascus aegyptiacus är en svampart som beskrevs av S. Ueda & Udagawa 1983. Thermoascus aegyptiacus ingår i släktet Thermoascus och familjen Thermoascaceae.   Inga underarter finns listade i Catalogue of Life.